# Susz
Susz (Rosenberg in Westpreußen fino al 1945) è un comune urbano-rurale polacco del distretto di Iława, nel voivodato della Varmia-Masuria.
Ricopre una superficie di 258,95 km² e nel 2004 contava 12 879 abitanti.
Comunità urbane e rurali:
| Nome polacco    | Nome tedesco (fino al 1945) | Nome polacco         | Nome tedesco (fino al 1945) | Nome polacco | Nome tedesco (fino al 1945) |
| --------------- | --------------------------- | -------------------- | --------------------------- | ------------ | --------------------------- |
| Adamowo         | Adolfshof                   | Falknowo Małe        | Klein Falkenau              | Olbrachtowo  | Groß Albrechtau             |
| Babięty Małe    | Klein Babenz                | Grabowiec            | Buchfelde                   | Piaski       | Sandberg                    |
| Babięty Wielkie | Groß Babenz                 | Huta                 | Hütte                       | Piotrkowo    | Peterkau                    |
| Bałoszyce       | Groß Bellschwitz            | Jakubowo Kisielickie | Jakobau                     | Redaki       | Charlottenwerder            |
| Bałoszyce Małe  | Klein Bellschwitz           | Janowo               |                             | Róża         | Rosenhain                   |
| Boleszów        | Wilhelmswalde               | Januszewo            | Januschau                   | Różanki      | Rasenfeld                   |
| Bornice         | Bornitz                     | Jawty Małe           | Klein Jauth                 | Różnowo      | Rosenau                     |
| Bronowo         | Groß Brunau                 | Jawty Wielkie        | Groß Jauth                  | Rudniki      | Liebenbruch                 |
| Brusiny         | Groß Brausen                | Kamieniec            | Finckenstein                | Rumunki      |                             |
| Brusiny Małe    | Klein Brausen               | Karolewo             | Karlswalde                  | Stawiec      | Merinoss                    |
| Chełmżyca       | Colmsee                     | Krzywiec             | Freiwalde                   | Susz         | Rosenberg                   |
| Czerwona Woda   | Rothwasser                  | Lisiec               | Fuchsmühle                  | Ulnowo       | Faulen                      |
| Dąbrówka        | Muttersegen                 | Lubnowy Małe         | Klein Liebenau              | Wądoły       | Friedrichsburg              |
| Dolina          | Vogtenthal                  | Lubnowy Wielkie      | Groß Liebenau               | Wiśniówek    | Weizenfelde                 |
| Emilianowo      | Emilienhof                  | Michałowo            | Michelau                    | Żakowice     | Schakenbruch                |
| Fabianki        | Fabianshof                  | Nipkowie             | Groß Nipkau                 | Zieleń       | Grünhof                     |
| Falknowo        | Groß Falkenau               | Olbrachtówko         | Klein Albrechtau            | Zofiówka     | Sophienwalde                |